# Lego Marvel's Avengers
Lego Marvel's Avengers — мультиплатформенна відеогра у жанрі action-adventure, що була випущена у 2016 році. Розроблена Traveller's Tales і видана Warner Bros. Interactive Entertainment (WBIE). Доступна на наступних платформах: PlayStation 4, PlayStation 3, PlayStation Vita, Nintendo 3DS, Wii U, Xbox One, Xbox 360, OS X та Microsoft Windows.
Ця відеогра є спін-офом Lego Marvel Super Heroes та другою частиною франшизи Lego-ігор, створених на основі коміксів Marvel.

## Ігровий процес
Ігровий процес в більшій мірі такий же, як і в попередніх іграх від Lego. Гравцеві доводиться керувати кількома персонажами по черзі, кожен з яких має унікальні сили та здібності. Крім битв з лиходіями, у грі присутні невеликі прості головоломки. Впродовж усієї гри потрібно комбінувати персонажів, щоб пройти далі. Наприклад, прохід засипало камінням, розчистити його може тільки Галк. Натомість Тор вміє своїми блискавками заряджати батареї, а Залізна людина здатен використовувати комп'ютери.
Як і в Lego Marvel Super Heroes, основним простором відкритого світу є місто Нью-Йорк. Але, крім нього у грі присутні Асґард, Південна Африка, Малібу, Гелікеррієр, ферма сім'ї Бартона, Вашингтон і Соковія. В цілому, сюжет базується на подіях фільмів «Месники» та його продовженні «Месники: Ера Альтрона». Також деякі одиничні рівні засновані на «Перший месник», «Залізна людина 3», «Тор: Царство темряви» і «Перший месник: Друга війна».

## Сюжет
Месники направляються на штурм бази Гідри, що знаходиться в східноєвропейській країні Соковія. Гідра викрала магічний скіпетр, яким раніше користувався зведений брат Тора — Локі. Перед тим як забрати скіпетр собі, Месники стикаються з мутантами П'єтро і Вандою Максімових (Ртуть і Багряна Відьма відповідно). Локі зустрічається з інопланетянином на ім'я Інший. Перший погоджується знайти космічний артефакт Тесеракт, натомість отримавши армію для завоювання Землі. Месникам слід вивчити дивні властивості скіпетра і, в котрий раз, врятувати людство від поневолення.

## Доповнення
Додатково до гри можна придбати кілька DLC, які вийшли впродовж року після виходу гри. Більшість з них засновані на фільмах кіновсесвіту Marvel, що виходили в той час. Також 2 доповнення додає в гру персонажів з нових (на той час) наборів конструктора LEGO.
Кілька DLC були об'єднані в сезонний абонемент.

### Thunderbolts Character Pack
Дата виходу (в Steam): 26 січня 2016. Додає в гру Громовержців — команду колишніх суперлиходіїв з коміксів Marvel, які стали на бік добра. Команда складається з сімох учасників, серед яких: Атлас, Громадянин П, Джолт, Мак V, Метеорит, Співоча Пташка і Техно.

### The Masters of Evil Pack
Дата виходу: 29 березня 2016. При покупці даного доповнення у грі буде доступний бонусний рівень, 5 нових досягнень, 3 види транспорту (вертоліт Барона Земо, чорні коні з крилами Еленділь і Валінол) та 10 ігрових персонажів — Барона Земо і його Майстрів Зла (Чорний Лицар (Натан Гарретт), Мелтер, Радіоактивна людина, Чорний Лицар (Дейн Вітман), Чарівниця, Кат, Вихор). Також присутні класичні костюми Тора і Залізної людини з коміксів.

### Classic Captain Marvel Pack
Дата виходу: 29 березня 2016. Доповнення присвячене героїні Керол Денверс, яка відома під іменем Капітан Марвел. Є звичайна Керол в костюмі супергероя, костюм з маскою і Керол в образі Птаха Війни. Містить новий рівень, 6 інших персонажів (Канг Завойовник, Магнітрон, Місячний Камінь, Паундкейкс, Тік, Диво-людина) і 3 види транспорту (літак Хелен Кобб, літак Керол Денверс і літальний апарат Капітана Марвел).

### Classic Black Panther Pack
Дата виходу: 3 травня 2016. Присвячене класичним пригодам Чорної Пантери. Бонусна місія розповідає про боротьбу Чорної Пантери зі злочинцем Кло у вигаданій африканській країні Ваканді. Додає 5 досягнень і 8 нових персонажів — Чорна Пантера, Чорний Лицар (Августин дю Лак), воїн Дора Міладж, Кіллмонгер, Людина-мавпа (М'Баку), Шурі, Кло та Білий Вовк. Також додає літальний апарат Чорної Пантери, стилізований під кішку.

### All-New, All-Different Dostor Strange Pack
Дата виходу: 10 травня 2016. Доповнення створене за мотивами серії коміксів про Доктора Стренджа 2016 року. Додає в гру бонусний рівень, де гравцеві прийдеться боротись з магом Бароном Мордо і створінням з темного виміру Дормамму. Також містить 5 досягнень і 8 нових персонажів (Барон Мордо, Клея, Доктор Стрендж, Доктор Вуду, Дормамму, Дженніфер Кейл, Безмовний, Нічна Сестра).

### Marvel's Agents of S.H.I.E.L.D. Pack
Дата виходу: 17 травня 2016. DLC засноване на другому сезоні серіалу «Агенти Щ.И.Т.». Бонусна місія переказує події фіналу сезону, а точніше штурм схованки нелюдей військами Гідри і те, як Щ.И.Т. прагнув зупинити цю війну. Серед нових 13 персонажів: агент Дейзі Джонсон, агент Лео Фітц, агент Кенінг, агент Мелінда Мей, агент Боббі Морс, агент Джемма Сіммонс, Кел Джонсон, Детлок, Гордон, Грант Ворд, Джайін, Лінкольн та Рейна.

### Marvel's Captain America: Civil War Pack
Дата виходу: 24 травня 2016. Додає в гру версії персонажів із фільму «Перший месник: Протистояння», серед яких: Агент 13, Чорна Пантера, Капітан Америка, Кроссбоунс, Сокіл, Залізна людина (М46), Багряна Відьма, Бойова машина і Зимовий Солдат.

### Spider-Man Character Pack
Дата виходу: 24 травня 2016. При покупці цього доповнення гравець отримає 6 нових персонажів, які мають павучі здібності. Ними є Залізний павук (Амадей Чо), Багряний павук, класичний Людина-павук/Пітер Паркер, костюм Людини-павука з фільму «Перший месник: Протистояння», Людина-павук/Майлз Моралес та Дівчина-павук.

### Marvel's Ant-Man Pack
Дата виходу: 5 липня 2016. Містить бонусний рівень, сюжет якого заснований на подіях фільму «Людина-мураха», кілька нових досягнень і наступних персонажів: Людина-мураха/Скот Ленґ, Людина-мураха/Генк Пім, величезна мураха Ентоні, Кессі Ленґ, Хоуп ван Дайн, Луїс, Оса, Даррен Крос/Жовтий Шершень.

### The Avengers Explore Pack
Доступний тільки в сезонній підписці. Додає трьох нових персонажів, ними виступають космічний костюм Залізної людини (М37), підводний костюм Залізної людини (М39) і Залізний Череп. Всі ці персонажі з'являлись в новинках конструктора LEGO того часу.

### The Avengers Adventure Pack
Дата виходу: 26 січня 2016. Також додає трьох нових персонажів — космічний костюм Капітана Америки, підводний костюм Капітана Америки і Гіперіон. Ці герої, аналогічно героям з попереднього доповнення, з'являлись в нових конструкторах.

## Критика й відгуки
Після виходу, Lego Marvel's Avengers отримала досить неоднозначні відгуки. Основною проблемою критики вважають те, що гра є черговою з франшизи Lego і не приносить нічого нового або оригінального. 
За даними MetaCritic гру оцінили в 71/100.
Рендольф Рамсей з GameSpot дав оцінку 7,0/10, повідомивши: "Якщо ви грали в Lego-ігри останніх років, тоді ви знаєте чого чекати: ще одна знайома весело пригода, якою ви можете насолодитись зі своїми дітьми".
Алана Пірс з IGN оцінила гру в 6,7 з 10, сказавши, що це весела гра, але вона дуже тісно зв'язана з кіновсесвітом Marvel.
Hardcore Gamer присвоїв їй оцінку 3 з 5 можливих, сказавши: "Хоча це хороша пригодницька історія, вона не привносить інновації або виділяє себе з численної бібліотеки чудових Lego-ігор".